# Сёфуку-дзи
Сёфуку-дзи (яп. 聖福寺) — дзэн-буддийский храм в районе Хаката-ку города Фукуока, в Японии.
Был сооружён в 1195 году под руководством монаха секты риндзай Эйсая, работы финансировал сёгун Минамото Ёритомо. Многие годы считался старейшим сохранившимся в Японии дзэн-храмом — согласно плите с надписью императора Го-Тоба, находящийся в Сёфуку-дзи. на которой начертано: «Это первый дзен-храм в Японии». Тем не менее первым таким сооружением должен быть построенный также монахом Эйсаем в 1191 году храм Гёон-дзи.
Среди реликвий, хранящихся в храме Сёфуку-дзи, следует упомянуть личные вещи и работы Эйсая и Сенгая, а также бронзовый колокол времён корейского королевства Когурё.